# He-man, le héros du futur
He-Man, le héros du futur (The New Adventures of He-Man) est une série télévisée d'animation américaine en 65 épisodes de 25 minutes, diffusée à partir du 10 septembre 1990 en syndication.
En France, la série a été diffusée dans l'émission Avant l'école à partir du 3 décembre 1990 sur TF1.
C'est une nouvelle adaptation en dessin animé de l'univers des Maîtres de l'univers.

## Synopsis
Le valeureux guerrier He-Man doit affronter les troupes du maléfique Skeletor.

## Voix françaises
- Emmanuel Jacomy : Adam de Grayskull / He-Man (Musclor)
- Patrick Laplace : Hydron, quelques rôles secondaires
- Christian Pelissier : Flogg
- Olivier Korol : Caze

## Épisodes
La liste des épisodes ci-après respecte l'ordre original de diffusion aux États-Unis mais ne correspond pas toujours à l'ordre des diffusions françaises.
1. Titre français inconnu (A New Beginning)
2. Titre français inconnu (Quest For The Crystals)
3. Titre français inconnu (The Heat)
4. Titre français inconnu (Attack On Onnor)
5. Titre français inconnu (The Ultimate Challenge)
6. Titre français inconnu (Sword & Staff)
7. Titre français inconnu (The Galactic Guardians)
8. Titre français inconnu (The Festival Of Lights)
9. Titre français inconnu (He-Man Mutant)
10. Titre français inconnu (Juggernaut)
11. Titre français inconnu (Fading Star)
12. Titre français inconnu (He-Ca)
13. Titre français inconnu (Zone Of Darkness)
14. Titre français inconnu (The Test Of Time)
15. Titre français inconnu (Four Ways To Sundown)
16. Titre français inconnu (The Sheriff Of Gorn City)
17. Titre français inconnu (The Guns Of Nordor)
18. Titre français inconnu (The Bride Of Slushhead)
19. Titre français inconnu (Mutiny On The Mothership)
20. Titre français inconnu (The Running Of The Herd)
21. Titre français inconnu (The Gift)
22. Titre français inconnu (Skeletor's Victory)
23. Titre français inconnu (He-Man In Exile)
24. Titre français inconnu (The Seeds of Resistance)
25. Titre français inconnu (The Battle For Levitan)
26. Titre français inconnu (Glasnost Schmasnost)
27. Titre français inconnu (The Youngest Hero)
28. Titre français inconnu (Crack In The World)
29. Titre français inconnu (Sanctuary)
30. Titre français inconnu (Council Of Clones)
31. Titre français inconnu (Cold Freeze)
32. Titre français inconnu (Brain Drain)
33. Titre français inconnu (No Easy Way)
34. Titre français inconnu (Dreadator)
35. Titre français inconnu (Rock To The Future)
36. Titre français inconnu (Planet Of Junk)
37. Titre français inconnu (The Children's Planet)
38. Titre français inconnu (Collision Course)
39. Titre français inconnu (He-Fan)
40. Titre français inconnu (Balance Of Power)
41. Titre français inconnu (The Siege Of Serus)
42. Titre français inconnu (The New Wizard In Town)
43. Titre français inconnu (You're In The Army Now)
44. Titre français inconnu (The Pen Is Mightier Than The Sword -- Or Is It?)
45. Titre français inconnu (Once Upon A Time)
46. Titre français inconnu (Escape From Gaolotia)
47. Titre français inconnu (Skeletor's Revenge)
48. Titre français inconnu (The Mind Lens)
49. Titre français inconnu (The Nemesis Within)
50. Titre français inconnu (The Power Of The Good And The Way Of The Magic)
51. Titre français inconnu (Slaves To The Machine)
52. Titre français inconnu (A Plague On Primus)
53. Titre français inconnu (The Taking Of Levitan)
54. Titre français inconnu (Save Our City)
55. Titre français inconnu (Queen's Gambit)
56. Titre français inconnu (Adam's Adventure)
57. Titre français inconnu (The Dream Zone)
58. Titre français inconnu (The Tornadoes Of Zil)
59. Titre français inconnu (There's Gems In Them Hills)
60. Titre français inconnu (The Call To The Games)
61. Titre français inconnu (The Blacksmith of Crelus)
62. Titre français inconnu (A Time To Leave)
63. Titre français inconnu (The Games)
64. Titre français inconnu (Flogg's Revenge)
65. Titre français inconnu (The Final Invasion)

## Commentaire
He-Man a été parodié au travers du personnage d'Alpha-Man dans "Hard Corner : le Film" sorti en 2014 sur la chaine Youtube de Benzaie.